# Halictus tetrazonianellus
Halictus tetrazonianellus är en biart som beskrevs av Embrik Strand 1909. Halictus tetrazonianellus ingår i släktet bandbin, och familjen vägbin. Inga underarter finns listade i Catalogue of Life.

## Bildgalleri

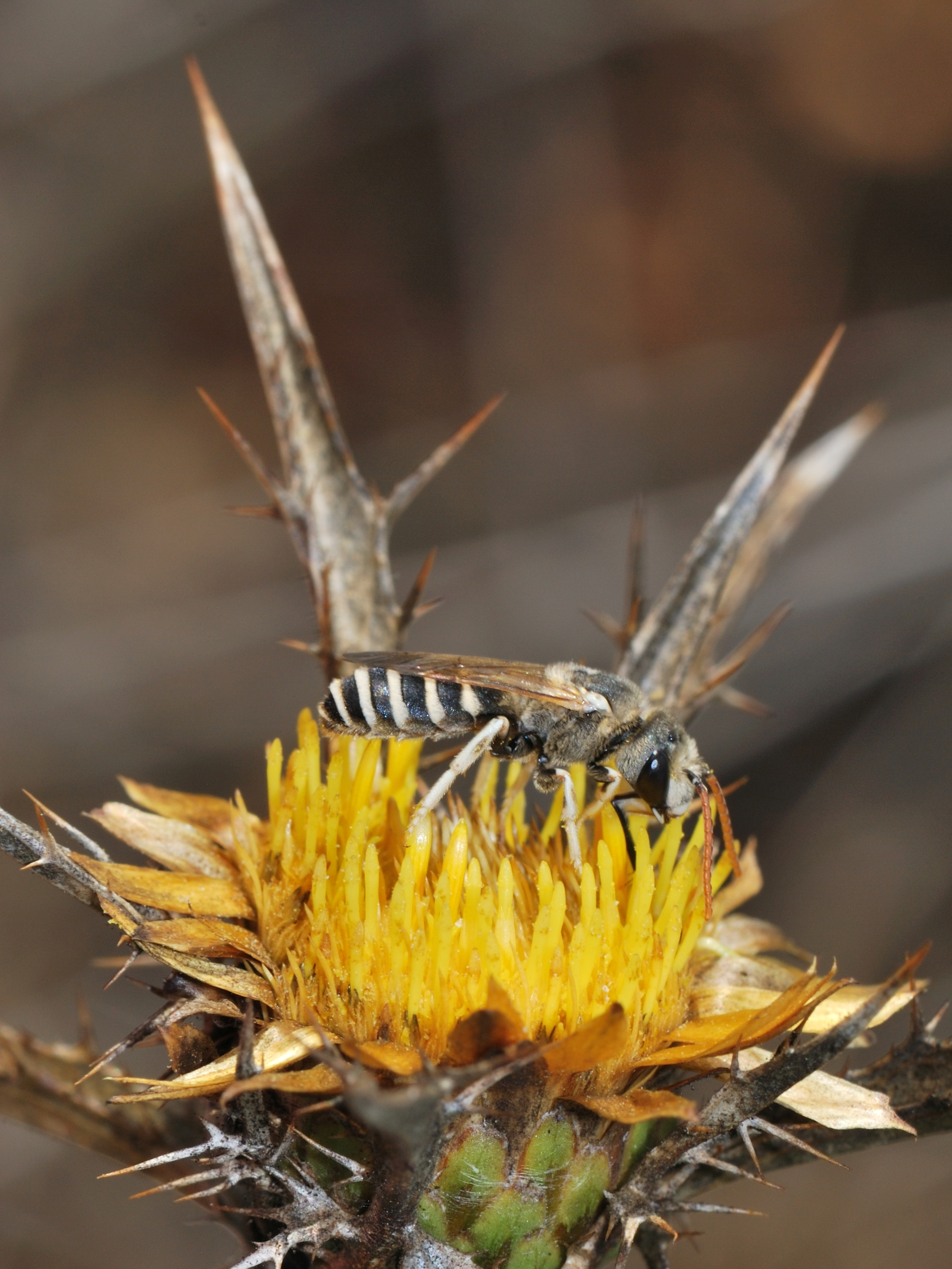
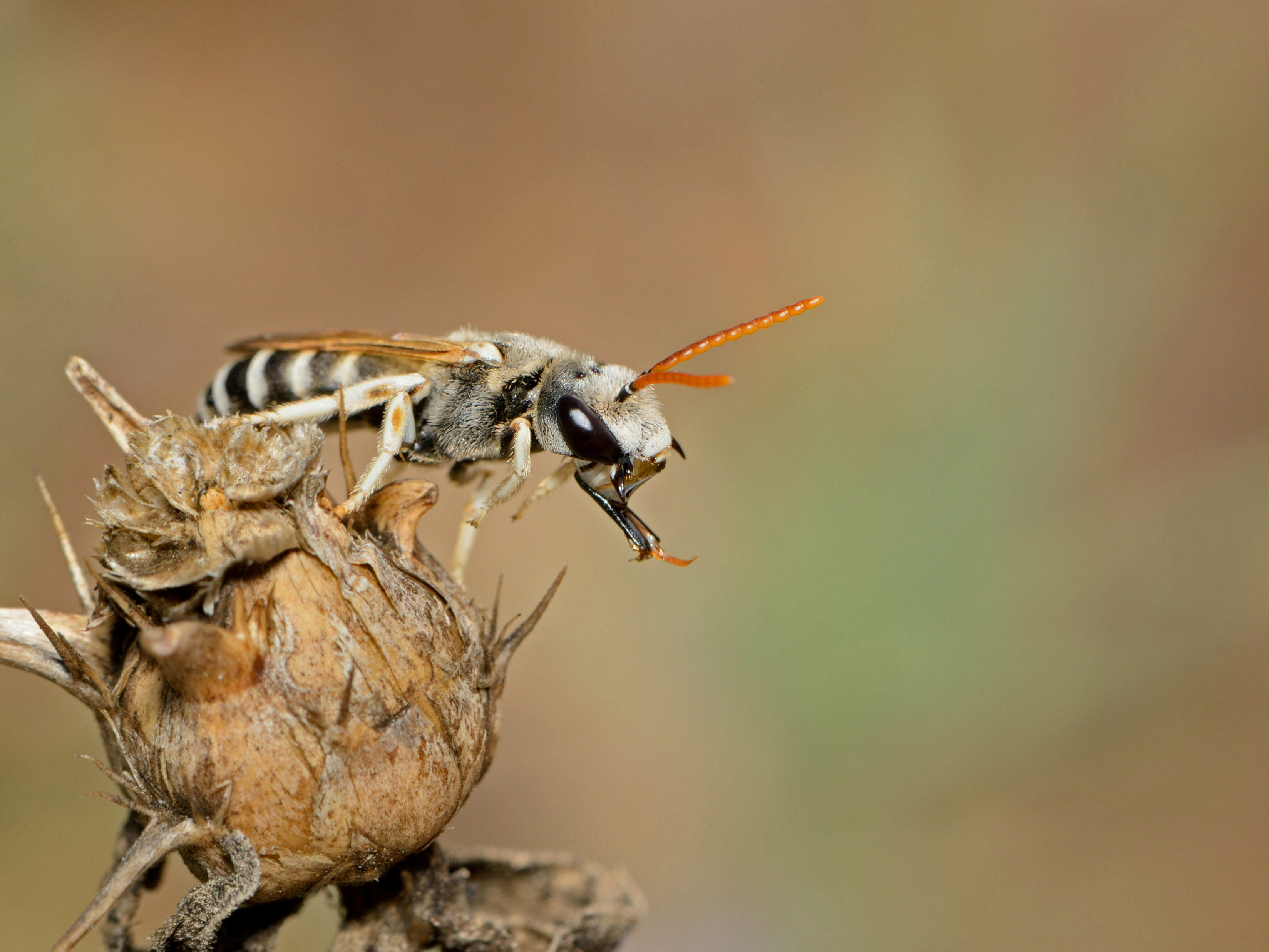